# Dendrothele bispora
Dendrothele bispora är en svampart som beskrevs av Burds. & Nakasone 1983. Dendrothele bispora ingår i släktet Dendrothele och familjen Corticiaceae.   Inga underarter finns listade i Catalogue of Life.